# فالونيا فينتريكوزا
فالونيا فينتريكوزا التي تعرف أيضًا باسم طحالب الفقاعة أو عشب البحر أو عيون البحارة ، هي نوع من الطحالب الموجودة في المحيطات في جميع أنحاء العالم في المناطق المدارية وشبه الاستوائية ، داخل شعبة خيضورات. إنه أحد أكبر الكائنات وحيدة الخلية المعروفة ، إن لم يكن الأكبر.

## صفات
فالونيا فينتريكوزا لها مدمج خلوي مع نوى متعددة وبلاستيدات خضراء. يمتلك هذا الكائن الحي فجوة مركزية كبيرة متعددة الفصوص في التركيب (الفصيصات تشع من منطقة كروية مركزية).
تحتوي الخلية بأكملها على العديد من المجالات السيتوبلازمية مع كل مجال به نواة وعدد قليل من البلاستيدات الخضراء. ترتبط المجالات السيتوبلازمية ببعضها البعض بواسطة "جسور" حشوية تدعمها الأنابيب الدقيقة. يبلغ سمك السيتوبلازم المحيطي (غشاءه مغطى بجدار الخلية) حوالي 40 نانومتر فقط. عادةً ما تنمو فالونيا فينتريكوزا بشكل فردي ، ولكن في حالات نادرة يمكن أن تنمو في مجموعات.

### بيئة
تظهر في مناطق المد والجزر في المناطق الاستوائية وشبه الاستوائية ، مثل منطقة البحر الكاريبي ، شمالًا عبر فلوريدا ، جنوبًا إلى البرازيل ، وفي المحيطين الهندي والهادئ. بشكل عام ، يسكنون كل محيط في جميع أنحاء العالم ، غالبًا ما يعيشون بالشعب المرجانية. أكبر عمق تم ملاحظته للبقاء هو حوالي 80 مترًا (260 قدمًا).

### علم وظائف الأعضاء والتكاثر
الكائن أحادي الخلية له أشكال تتراوح من كروي إلى بيضاوي ، ويتنوع اللون من أخضر العشب إلى الأخضر الداكن ، على الرغم من أنه في الماء قد تبدو فضية أو حتى سوداء. يتم تحديد ذلك من خلال كمية البلاستيدات الخضراء للعينة. يلمع سطح الخلية مثل الزجاج عندما يكون نظيفًا نظرًا لكونه شديد النعومة بدون نسيج.
فالونيا فينتريكوزا هي من بين أكبر الكائنات الحية وحيدة الخلية المعروفة. يتكون ثالوسها من خلية رقيقة الجدران صلبة متعددة النوى بقطر يتراوح عادة من 1 إلى 4 سم (0.4 إلى 1.6 بوصة) على الرغم من أنها قد تصل إلى قطر يصل إلى 5.1 سم (2.0 بوصة) في الحالات النادرة. يتم ربط الطحالب "الفقاعة" بواسطة جذور جذرية بألياف الركيزة.
يحدث التكاثر عن طريق الانقسام الخلوي المنفصل ، حيث تصنع الخلية الأم متعددة النوى خلايا الطفل ، وتشكل الجذور الفردية فقاعات جديدة ، والتي تصبح منفصلة عن الخلية الأم.

## دراسات
تمت دراسة فالونيا فينتريكوزا بشكل خاص لأن الخلايا كبيرة جدًا بشكل غير عادي لدرجة أنها توفر موضوعًا مناسبًا لدراسة نقل الماء والجزيئات القابلة للذوبان في الماء عبر الأغشية البيولوجية. تم استنتاج أن خصائص النفاذية في كل من التناضح والانتشار متطابقة ، وأن جزيئات اليوريا والفورمالديهايد لا تتطلب أي نوع من المسام المفترضة المليئة بالماء في الغشاء للتحرك خلالها. في دراسة شبكة السليلوز، وتوجيهها في الهياكل البيولوجية ، خضعت فالونيا فينتريكوزا لإجراءات تحليلية مكثفة بالأشعة السينية. كما تمت دراسته لخصائصه الكهربائية ، بسبب قدرته الكهربائية العالية بشكل غير عادي بالنسبة لمياه البحر التي تحيط به.

## أحواض السمك
يعتبر فالونيا فينتريكوزا آفة من قبل بعض مالكي أحواض السمك لأنها يمكن أن تتكاثر بسرعة ومن المحتمل أن تعرض صحة الأسماك أو الكائنات الحية الأخرى للخطر.